# Shane Bitney Crone
Shane Bitney Crone, né le 19 décembre 1985 à Kalispell dans le Montana aux États-Unis, est un réalisateur, écrivain et militant LGBT américain.

## Biographie
Shane Bitney Crone est né à Kalispell dans le Montana. Il déménage à Los Angeles après le lycée.

## Œuvre
- Bridegroom (2013)